# Pretty Brown (дует)
Pretty Brown (кор. 프리티브라운) — південнокорейський дует під керівництвом Rooftop Company. Вони дебютували 20 березня 2015 року з синглом «Break Up With Break Up». Вони випустили свій перший альбом Episode 1 19 березня 2017 року.

## Дискографія

### Студійні альбоми
| Назва     | Деталі альбому | Пікові позиції у чартах | Продажі |
| Назва     | Деталі альбому | KOR                     | Продажі |
| --------- | --- | ----------------------- | ------- |
| Episode 1 | - Реліз: 19 березня 2017 - Лейбл: Rooftop Company, Brand New Music, LOEN Entertainment - Формат: CD, цифрове завантаження | 62                      | Н/Д     |

### Сингли у чартах
| Назва                                                       | Рік  | Пікові позиції у чартах | Продажі (DL)             | Альбом    |
| Назва                                                       | Рік  | KOR                     | Продажі (DL)             | Альбом    |
| ----------------------------------------------------------- | ---- | ----------------------- | ------------------------ | --------- |
| «Break Up With Break Up» (кор. 이별과 이별하다) feat. Kanto | 2015 | —                       | - Південна Корея: 15,511 | Episode 1 |

### Саундтреки
| Рік  | Назва              | Альбом                        |
| ---- | ------------------ | ----------------------------- |
| 2017 | «Vacancy» (빈자리) | I'm Sorry, But I Love You OST |